# Cerocorticium molle
Cerocorticium molle là một loài nấm thuộc họ Meruliaceae.